# Earlville (Nueva York)
Earlville es una villa ubicada en los condados de Madison y Chenango en el estado estadounidense de Nueva York. En el año 2000 tenía una población de 791 habitantes y una densidad de población de 281 personas por km².

## Geografía
Earlville se encuentra ubicada en las coordenadas 42°44′28″N 75°32′38″O / 42.74111, -75.54389.

## Demografía
Según la Oficina del Censo en 2000 los ingresos medios por hogar en la localidad eran de $32.500, y los ingresos medios por familia eran $33.654. Los hombres tenían unos ingresos medios de $27.381 frente a los $24.038 para las mujeres. La renta per cápita para la localidad era de $15.383. Alrededor del 11.8% de la población estaban por debajo del umbral de pobreza.